# Alejandro Galán
Alejandro Galán Romo, également connu sous le nom d'Ale Galán, né le 15 mai 1996 à Madrid, est un joueur professionnel de padel espagnol. 
A l'issue des saisons 2020, 2021 et 2022, il est classé no 1 mondial en association avec Juan Lebrón au classement du World Padel Tour.
Il évolue depuis 2024 avec l'argentin Federico Chingotto.

## Biographie
Alejandro est né le 15 mai 1996 à Madrid, et débute le padel très jeune. S'il ne commence à prendre des cours qu'à l'âge de 7 ans, il participe au Circuito de Menores, un des principaux circuits jeunes en Espagne.
Il commence sa carrière professionnelle en 2016. Alors âgé de 20 ans, il évolue avec Juan Cruz Belluati et obtient rapidement de bons résultats, la paire terminant la saison à la 6e place mondiale.
En finale de l’Open de Valladolid de 2018, il perd en association avec Matías Díaz, face à Sanyo Gutiérrez et Maxi Sánchez.
Associé à Juan Lebrón Chincoa, il forme une paire de joueurs de padel espagnols qui est no 1 au classement mondial à la fin des saisons 2020, 2021 et 2022. Lors de la saison 2021, les deux joueurs remportent sept tournois du World Padel Tour à Alicante, Santander, Marbella, Cascais, Lugo, Minorque et Madrid.
S'entraînant quotidiennement, Ale Galán confirme la domination de la paire en 2022 en remportant quatre tournois Premier Padel et dix tournois World Padel Tour.
Toujours en paire avec Juan Lebrón il remporte en 2023 un titre Premier Padel et quatre titres World Padel Tour.
Il se sépare début 2024 de son coéquipier, et s'associe à l'argentin Federico Chingotto.

## Titres

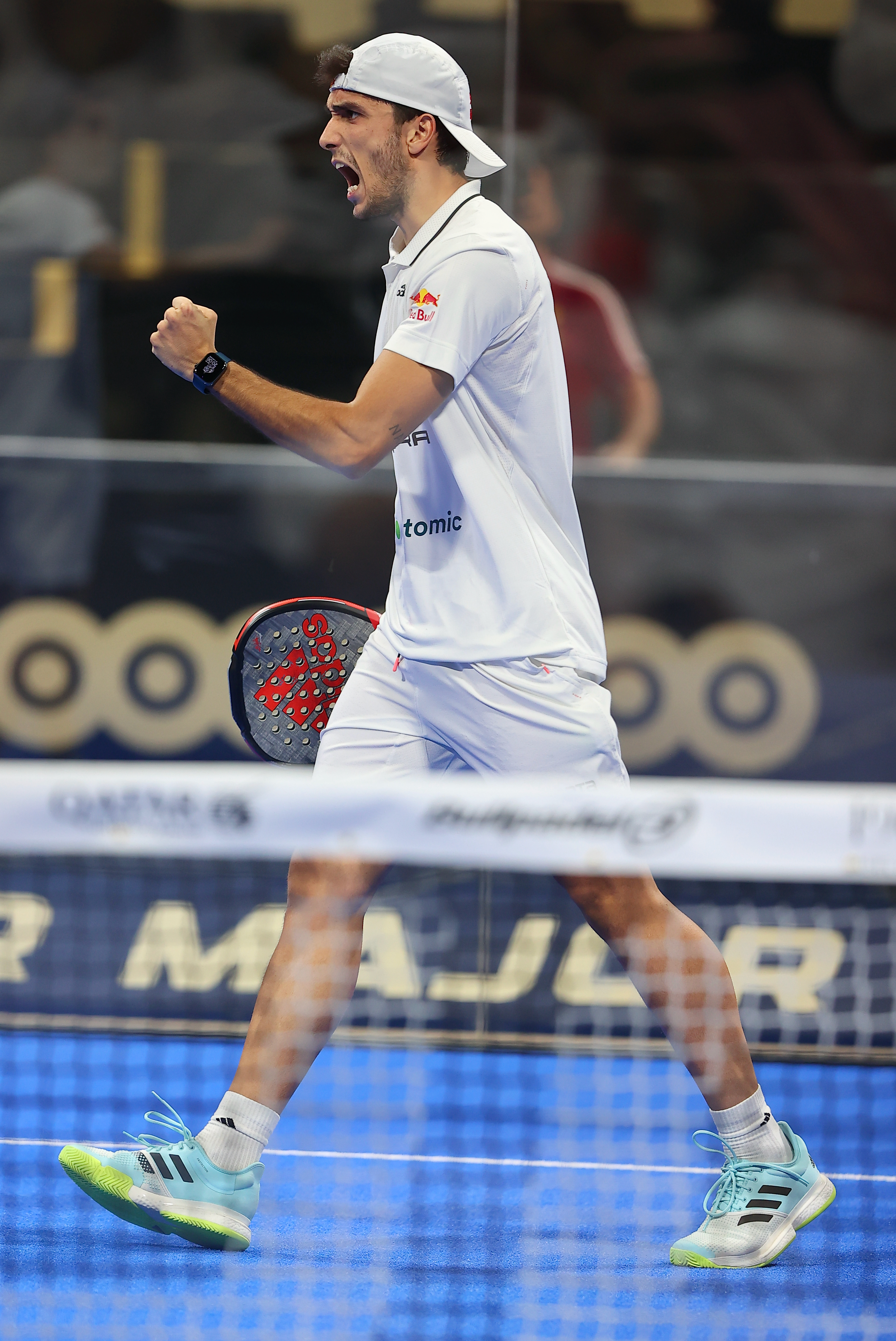
Ale Galán sur le circuit Premier Padel

### Championnat du monde de padel
| N.º | Année | Ville hôte | Adversaires en finale | Résultat |
| --- | ----- | ---------- | --------------------- | -------- |
| 1.  | 2021  | Doha       | Argentine             | 2-0      |

### Premier Padel
| N.º | Année | Tournoi       | Catégorie | Partenaire         | Adversaires en finale            | Résultat         |
| --- | ----- | ------------- | --------- | ------------------ | -------------------------------- | ---------------- |
| 1.  | 2022  | Rome          | Major     | Juan Lebrón        | Paquito Navarro Martín Di Nenno  | 4-6 / 7-5 / 6-4  |
| 2.  | 2022  | Paris         | Major     | Juan Lebrón        | Juan Tello Federico Chingotto    | 6-3 / 4-6 / 6-4  |
| 3.  | 2022  | Madrid        | P1        | Juan Lebrón        | Paquito Navarro Martín Di Nenno  | 5-7 / 6-2 / 6-3  |
| 4.  | 2022  | Milan         | P1        | Juan Lebrón        | Víctor Ruiz Lucas Bergamini      | 6-2 / 6-2        |
| 5.  | 2023  | Milan         | P1        | Juan Lebrón        | Franco Stupaczuk Martín Di Nenno | 7-6 / 6-7 / 7-6  |
| 6.  | 2024  | Riyad         | P1        | Juan Lebrón        | Agustín Tapia Arturo Coello      | 6-7 / 6-4 / 6-4  |
| 7.  | 2024  | Bruxelles     | P2        | Federico Chingotto | Agustín Tapia Arturo Coello      | 6-4 / 6-7 / 6-2  |
| 8.  | 2024  | Séville       | P2        | Federico Chingotto | Martín Di Nenno Franco Stupaczuk | 7-6 / 6-4        |
| 9.  | 2024  | Mar del Plata | P1        | Federico Chingotto | Agustín Tapia Arturo Coello      | 2-6 / 6-2 / 6-2  |
| 10. | 2024  | Rome          | Major     | Federico Chingotto | Agustín Tapia Arturo Coello      | 6-4 / 1-6 / 6-1  |
| 11. | 2024  | Gênes         | P2        | Federico Chingotto | Agustín Tapia Arturo Coello      | 6-1 / 6-1        |
| 12. | 2025  | Miami         | P1        | Federico Chingotto | Franco Stupaczuk Juan Lebrón     | 6-1 / 7-6        |
| 13. | 2025  | Santiago      | P1        | Federico Chingotto | Franco Stupaczuk Juan Lebrón     | *forfait maladie |
| 14. | 2025  | Asuncion      | P2        | Federico Chingotto | Pablo Cardona Leandro Augsburger | 7-6 / 6-1        |
| 15. | 2025  | Rome          | Major     | Federico Chingotto | Agustín Tapia Arturo Coello      | 6-3 / 7-5        |

### World Padel Tour
| N.º | Année | Tournoi                | Catégorie    | Partenaire   | Adversaires en finale                  | Résultat        |
| --- | ----- | ---------------------- | ------------ | ------------ | -------------------------------------- | --------------- |
| 1.  | 2018  | Valladolid             | Open         | Matías Díaz  | Sanyo Gutiérrez Maxi Sánchez           | 7-5 / 3-6 / 6-3 |
| 2.  | 2018  | Lugo                   | Open         | Matías Díaz  | Lucho Capra Ramiro Moyano              | 6-0 / 6-4       |
| 3.  | 2019  | Buenos Aires           | Master       | Juani Mieres | Pablo Lima Fernando Belasteguín        | Blessure        |
| 4.  | 2019  | Valence                | Open         | Pablo Lima   | Adrián Allemandi Agustín Gómez Silingo | 6-7 / 7-5 / 6-3 |
| 5.  | 2019  | Mijas                  | Open         | Pablo Lima   | Coki Nieto Javier Rico                 | 7-6 / 6-4       |
| 6.  | 2019  | Cascais                | Master       | Pablo Lima   | Federico Chingotto Juan Tello          | 6-4 / 6-4       |
| 7.  | 2019  | Barcelone              | Master Final | Pablo Lima   | Fernando Belasteguín Agustín Tapia     | 7-6 / 6-3       |
| 8.  | 2020  | Estrella Damm Madrid   | Open         | Juan Lebrón  | Pablo Lima Paquito Navarro             | 7-5 / 6-3       |
| 9.  | 2020  | Vuelve a Madrid Madrid | Open         | Juan Lebrón  | Fernando Belasteguín Agustín Tapia     | 4-6 / 6-1 / 6-4 |
| 10. | 2020  | Adeslas Madrid         | Open         | Juan Lebrón  | Federico Chingotto Juan Tello          | 6-7 / 6-1 / 6-4 |
| 11. | 2020  | Valence                | Open         | Juan Lebrón  | Federico Chingotto Juan Tello          | 6-3 / 7-6       |
| 12. | 2020  | Barcelone              | Master       | Juan Lebrón  | Sanyo Gutiérrez Franco Stupaczuk       | 6-4 / 6-1       |
| 13. | 2020  | Alicante               | Open         | Juan Lebrón  | Sanyo Gutiérrez Franco Stupaczuk       | 4-6 / 6-3 / 6-4 |
| 14. | 2021  | Alicante               | Open         | Juan Lebrón  | Álex Ruiz Franco Stupaczuk             | 6-0 / 6-4       |
| 15. | 2021  | Santander              | Open         | Juan Lebrón  | Javi Rico Momo González                | 6-3 / 6-2       |
| 16. | 2021  | Marbella               | Master       | Juan Lebrón  | Pablo Lima Agustín Tapia               | 7-6 / 6-2       |
| 17. | 2021  | Cascais                | Master       | Juan Lebrón  | Federico Chingotto Juan Tello          | 4-6 / 7-5 / 6-3 |
| 18. | 2021  | Lugo                   | Open         | Juan Lebrón  | Martín Di Nenno Paquito Navarro        | 6-4 / 4-6 / 6-3 |
| 19. | 2021  | Minorque               | Open         | Juan Lebrón  | Martín Di Nenno Paquito Navarro        | 6-3 / 6-4       |
| 20. | 2021  | Madrid                 | Master Final | Juan Lebrón  | Sanyo Gutiérrez Agustín Tapia          | 6-4 / 6-4       |
| 21. | 2022  | Alicante               | Open         | Juan Lebrón  | Paquito Navarro Martín Di Nenno        | 6-2 / 6-3       |
| 22. | 2022  | Bruxelles              | Open         | Juan Lebrón  | Pablo Lima Franco Stupaczuk            | 6-3 / 6-3       |
| 23. | 2022  | Marbella               | Master       | Juan Lebrón  | Álex Ruiz Momo González                | 6-2 / 6-4       |
| 24. | 2022  | Valladolid             | Master       | Juan Lebrón  | Fernando Belasteguín Arturo Coello     | 7-6 / 6-4       |
| 25. | 2022  | Cascais                | Open         | Juan Lebrón  | Sanyo Gutiérrez Agustín Tapia          | 6-2 / 6-7 / 6-1 |
| 26. | 2022  | Stockholm              | Open         | Juan Lebrón  | Paquito Navarro Martín Di Nenno        | 6-7 / 6-2 / 6-1 |
| 27. | 2022  | Minorque               | Open         | Juan Lebrón  | Ramiro Moyano Francisco Gil            | 6-4 / 4-6 / 6-2 |
| 28. | 2022  | Malmö                  | Open         | Juan Lebrón  | Sanyo Gutiérrez Agustín Tapia          | 4-6 / 6-1 / 6-2 |
| 29. | 2022  | Buenos Aires           | Master       | Juan Lebrón  | Fernando Belasteguín Arturo Coello     | 7-6 / 6-2       |
| 30. | 2022  | Barcelone              | Master Final | Juan Lebrón  | Federico Chingotto Martín Di Nenno     | 6-4 / 6-7 / 6-2 |
| 31. | 2023  | Tampere                | Open         | Juan Lebrón  | Coki Nieto Jon Sanz                    | 6-0 / 7-6       |
| 32. | 2023  | Düsseldorf             | Open         | Juan Lebrón  | Franco Stupaczuk Martín Di Nenno       | 6-2 / 6-2       |
| 33. | 2023  | Minorque               | Open         | Juan Lebrón  | Agustín Tapia Arturo Coello            | 6-3 / 6-2       |
| 34. | 2023  | Malmö                  | Open         | Juan Lebrón  | Franco Stupaczuk Martín Di Nenno       | 6-3 / 6-4       |